# BBCH-Code
Der BBCH-Code (oder auch: Die BBCH-Skala) gibt Auskunft über das morphologische Entwicklungsstadium einer Pflanze. Die Abkürzung steht offiziell für die Biologische Bundesanstalt für Land- und Forstwirtschaft, Bundessortenamt und CHemische Industrie. Im Jahre 1989 wurde in einer Gemeinschaftsarbeit der Firmen BASF, Bayer AG, Ciba Geigy AG und Hoechst AG ein neuer BBCH-Code vorgelegt.
Die BBCH-Skala dient in der wissenschaftlichen Kommunikation den Fragen der Pflanzenentwicklung und dem optimalen beziehungsweise empfohlenen Einsatzzeitpunkt von Dünge- und Pflanzenschutzmaßnahmen im Nutzpflanzenanbau. Die Skala ist in zehn „Makrostadien“ unterteilt, die jeweils in noch kleinere „Mikrostadien“ differenziert werden. Es gibt BBCH-Skalen für Getreide und viele andere Nutzpflanzen (Weinreben, Bohnen, Kartoffeln, Gemüse, Kern- und Steinobst, Beerenobst und viele andere). Die Abkürzung BBCH kann auch für die vier Firmen stehen, die ihre Entwicklung ursprünglich gefördert hatten. Die Stadien nach BBCH sind deckungsgleich mit den EC-Stadien und können synonym verwendet werden.

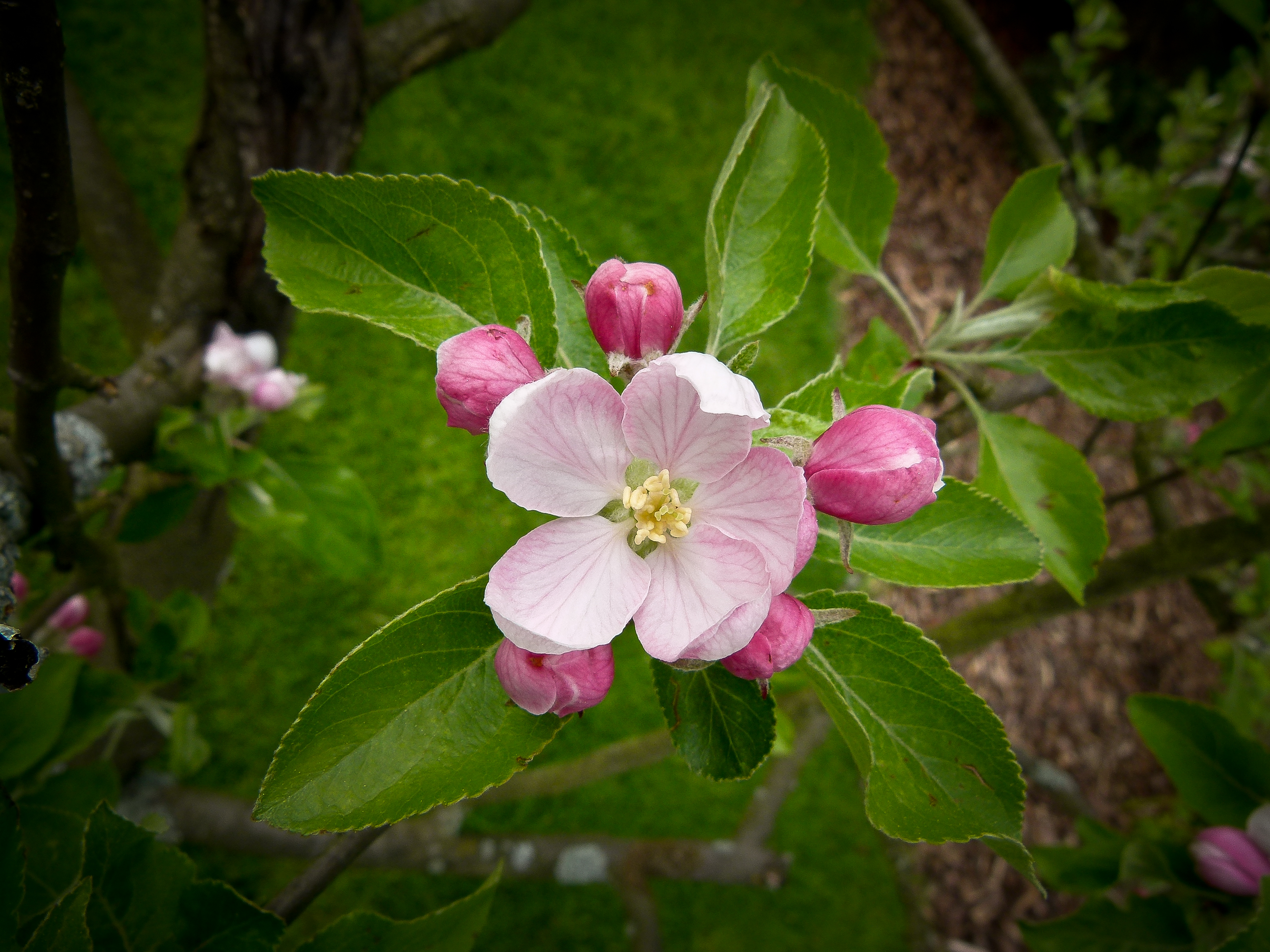
Bei der Apfelblüte ist die erste Blüte („Königsblüte“) des Blütenbüschels geöffnet, dies entspricht dem BBCH-Code 60 oder kurz: „BBCH 60“

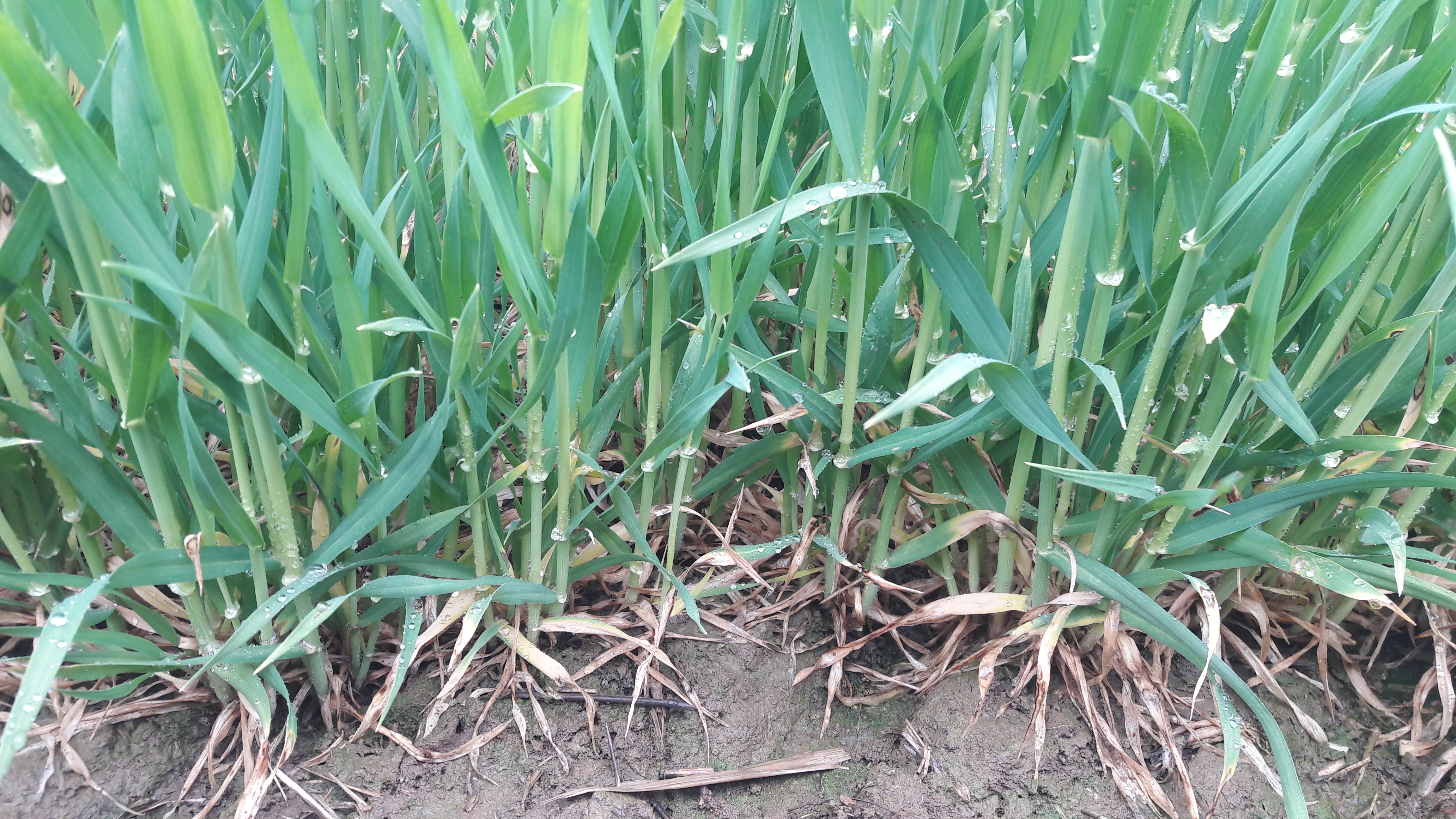
Wintergerste im Schossen, 2 bis 3 Knoten vorhanden, das entspricht BBCH 32/33

BBCH-Code-Stadien (Beispiel für monokotyle und dikotyle Pflanzen):
- 00–09: Keimung
- 10–19: Blattentwicklung
- 20–29: Bestockung
- 30–39: Schossen
- 40–49: Ährenschwellen
- 50–59: Ährenschieben
- 60–69: Blüte
- 70–79: Fruchtentwicklung
- 80–89: Samenreife
- 90–99: Absterben (bei einjährigen Pflanzen) beziehungsweise Eintreten in die Vegetationsruhe (bei mehrjährigen Pflanzen)